# José Luis Ortiz
José Luis Ortiz (* 17. November 1985 in Santa Cruz de la Sierra) ist ein ehemaliger bolivianischer Fußballspieler.

## Karriere
Ortiz besuchte die nach dem Spieler Ramón „Tahuichi“ Aguilera Costas benannte Fußballschule Academia Tahuichi in seinem Geburtsort, bevor er im Jahr 2001 nach Deutschland gelangte.
Von da an spielte er in der Jugendabteilung des FC Bayern München in der Staffel Süd/Südwest der A-Junioren-Bundesliga. In dieser bestritt er 22 Punktspiele und erzielte sechs Tore. Des Weiteren kam er in der Endrunde um die Deutsche A-Junioren-Meisterschaft 2004 in den beiden Halbfinalspielen gegen Hannover 96 und im Finale zum Einsatz, das am 27. Juni 2004 mit 3:0 gegen den VfL Bochum gewonnen wurde.
Zur Saison 2004/05 rückte er in die zweite Mannschaft auf, für die er in der drittklassigen Regionalliga Süd in 16 Punktspielen zum Einsatz kam, fünf Tore erzielte und die Saison mit der Mannschaft als Sechstplatzierter abschloss. Sein Debüt im Seniorenbereich krönte er am 15. August 2004 (2. Spieltag) beim 2:0-Sieg im Heimspiel gegen den VfR Aalen sogleich mit seinem ersten Tor, dem Treffer zum 1:0 in der 45. Minute. Fünf Tage später bestritt er das mit 6:5 im Elfmeterschießen gegen Borussia Mönchengladbach gewonnene Erstrundenspiel im DFB-Pokal-Wettbewerb, wobei er seinen Elfmeter als vierter Schütze verschoss. In der Folgesaison wurde er 13 Mal eingesetzt, wobei er torlos blieb und die Saison mit der Mannschaft als Zwölftplatzierter abschloss.
Nach Saisonende blieb er drei Monate ohne Verein, ehe er sich am 1. Oktober 2006 dem Zweitligaabsteiger 1. FC Saarbrücken anschloss; für diesen jedoch nur am 26. und 27. Spieltag in der Regionalliga Süd und in der 2. Hauptrunde des DFB-Pokal-Wettbewerbs eingesetzt wurde. Für die zweite Mannschaft bestritt er allerdings 16 Punktspiele in der viertklassigen Oberliga Südwest und erzielte zwei Tore.
Nachdem er Deutschland verlassen hatte, spielte er die Saison 2007/08 für den slowenischen Erstligisten NK Nafta Lendava; in 22 Punktspielen gelang ihm ein Tor. Anschließend bestritt er zwei Punktspiele für die Montevideo Wanderers in der uruguayischen Primera División, bevor er in seine Heimat zurückkehrte und vier Punktspiele in der Rückrunde 2008 für den Erstligisten Club Bolívar bestritt. Von 2009 bis 2010 gehörte er dem Ligakonkurrenten Oriente Petrolero an, für den er jedoch kein Punktspiel absolvierte. Für seinen letzten Verein Club Real Potosí, dem er in der Saison 2011/12 angehörte, bestritt er einzig das am 8. September 2011 (2. Spieltag) mit 5:0 gewonnene Heimspiel in der Hinrunde gegen den Club Blooming.

## Erfolge
- Deutscher A-Juniorenmeister 2004 (mit dem FC Bayern München)